# A ja żem jej powiedziała…
A ja żem jej powiedziała... – polska powieść z 2018 autorstwa Katarzyny Nosowskiej, wydana 23 maja 2018 nakładem wydawnictwa Wielka Litera. Książka opowiada o wpływie portali społecznościowych na życie współczesnych ludzi.
W 2019 powieść zdobyła tytuł Książki Roku według portalu Lubimy Czytać w kategorii literatura piękna, zdobywając 3 054 głosy. Ponadto zdobyła tytuł Bestsellera Empiku 2018 w kategorii „literatura polska”.
Aleksandra Żelazińska z portalu Polityka.pl wystawiła książce ocenę 4 na 6.